# Lucia Negro
Lucia Negro (ur. 13 grudnia 1938 w Trydencie) – szwedzka pianistka. 

## Życiorys
Negro przeniosła się do Szwecji z Włoch po wyjściu za mąż za skrzypka, Gunnara Palma w 1968 roku. W swojej karierze grała m.in. w takich orkiestrach jak Szwedzka Królewska Orkiestra Filharmoniczna, Swedish Radio Symphony Orchestra, Grand Symphony Orchestra czy Stockholms Sinfonietta. 
Studiowała na Akademii Muzycznej w Neapolu. W latach 60. zdobyła wiele nagród, w tym "Klavierspiel vom blatt" w Monachium w 1966 roku. 10 maja 1994 roku została wybrana na członka Królewskiej Akademii Muzycznej. W 2011 roku otrzymała medal Litteris et Artibus.